# Аракіда Нобуйосі
Аракіда Нобуйосі (яп. 荒木田 進謙; нар. 26 березня 1988,) — японський борець вільного стилю, бронзовий призер чемпіонату Азії, бронзовий призер Азійських ігор.

## Життєпис
Боротьбою почав займатися з 1996 року. У 2006 році став чемпіоном Азії серед юніорів в Абу-Дабі, а у 2008 зумів завювати бронзову нагороду на світовій юніорській першості у Стамбулі.
Виступає за спортивний клуб Університету Сеншу, Канаґава. Тренер — олімпійський чемпіон сеульської Олімпіади Міцуро Сато.

## Спортивні результати на міжнародних змаганнях

### Виступи на Чемпіонатах світу
| Змагання                        | Збірна | Вагова категорія           | Місце |
| ------------------------------- | ------ | -------------------------- | ----- |
| Чемпіонат світу з боротьби 2009 | Японія | вільна боротьба, до 120 кг | 26    |
| Чемпіонат світу з боротьби 2011 | Японія | вільна боротьба, до 120 кг | 16    |
| Чемпіонат світу з боротьби 2013 | Японія | вільна боротьба, до 120 кг | 12    |
| Чемпіонат світу з боротьби 2015 | Японія | вільна боротьба, до 125 кг | 8     |

### Виступи на Чемпіонатах Азії
| Змагання                       | Збірна | Вагова категорія           | Місце  |
| ------------------------------ | ------ | -------------------------- | ------ |
| Чемпіонат Азії з боротьби 2008 | Японія | вільна боротьба, до 120 кг | 7      |
| Чемпіонат Азії з боротьби 2009 | Японія | вільна боротьба, до 120 кг | Бронза |
| Чемпіонат Азії з боротьби 2011 | Японія | вільна боротьба, до 120 кг | 10     |
| Чемпіонат Азії з боротьби 2012 | Японія | вільна боротьба, до 120 кг | 5      |
| Чемпіонат Азії з боротьби 2013 | Японія | вільна боротьба, до 120 кг | 10     |
| Чемпіонат Азії з боротьби 2014 | Японія | вільна боротьба, до 125 кг | 8      |
| Чемпіонат Азії з боротьби 2015 | Японія | вільна боротьба, до 125 кг | 10     |

### Виступи на Азійських іграх
| Змагання           | Збірна | Вагова категорія           | Місце  |
| ------------------ | ------ | -------------------------- | ------ |
| Азійські ігри 2010 | Японія | вільна боротьба, до 120 кг | 11     |
| Азійські ігри 2014 | Японія | вільна боротьба, до 125 кг | Бронза |

### Виступи на Кубках світу
| Змагання                    | Збірна | Вагова категорія           | Місце |
| --------------------------- | ------ | -------------------------- | ----- |
| Кубок світу з боротьби 2014 | Японія | вільна боротьба, до 125 кг | 8     |

### Виступи на інших змаганнях
| Змагання                                                      | Збірна | Вагова категорія           | Місце  |
| ------------------------------------------------------------- | ------ | -------------------------- | ------ |
| Олімпійський кваліфікаційний турнір з боротьби 2008 (Варшава) | Японія | вільна боротьба, до 120 кг | 17     |
| Міжнародний меморіал Дейва Шульца 2009                        | Японія | вільна боротьба, до 120 кг | 5      |
| Турнір Дана Колова — Николи Петрова 2010                      | Японія | вільна боротьба, до 120 кг | 5      |
| Олімпійський кваліфікаційний турнір з боротьби 2012 (Астана)  | Японія | вільна боротьба, до 120 кг | 10     |
| Олімпійський кваліфікаційний турнір з боротьби 2012 (Тайюань) | Японія | вільна боротьба, до 120 кг | 18     |
| Кубок Тахті 2014                                              | Японія | вільна боротьба, до 125 кг | 17     |
| Турнір Яшара Догу 2014                                        | Японія | вільна боротьба, до 125 кг | 15     |
| Кубок Президента Бурятської Республіки з боротьби 2015        | Японія | вільна боротьба, до 125 кг | 9      |
| Відкритий кубок Монголії з боротьби 2015                      | Японія | вільна боротьба, до 125 кг | Срібло |